# Rotenfels (Schiff, 1927)
Die 1927 fertiggestellte zweite Rotenfels der Deutschen Dampfschiffahrtsgesellschaft Hansa (DDG „Hansa“) war der sechste und letzte Neubau einer Serie ähnlicher Motorschiffe, die seit 1925 in den Dienst der Reederei kamen.

1939 gelang dem Schiff kurz vor Kriegsausbruch noch die Rückfahrt nach Deutschland.
Als einziges Schiff der Serie überlebte es den Zweiten Weltkrieg und wurde bis 1966 eingesetzt.

## Geschichte des Schiffes
Die zweite Rotenfels der DDG „Hansa“ hatte eigentlich zwei Namensvorgängerinnen.

Die erste Rotenfels war ein bei Tecklenborg gebautes Frachtschiff von 5584 BRT der Rheinfels-Klasse, das von 1906 bis 1914 im Einsatz war. 1914 in Kalkutta bei Kriegsausbruch beschlagnahmt, wurde es nach einigen Flaggen- und Namenswechseln Ende 1942 als japanische Genzan Maru durch ein amerikanisches U-Boot versenkt.

Dazu war bei der DDG „Hansa“ ab 1893 eine bei Dixon gebaute Rothenfels von 2957 BRT im Einsatz, die 1904 in Jamalpur für den indischen Küstendienst umbenannt wurde, ehe sie 1906 an die DG „Argo“ verkauft wurde. Dieses Schiff ging im Januar 1927 vor der norwegischen Küste als Westsee II verloren.
Die DDG „Hansa“ gehörte mit der 1912 in Dienst genommenen Rolandseck  zu den Pionieren des Dieselantriebs bei Seeschiffen. Bei den ersten Nachkriegsbauten ging die Reederei nicht den Weg der anderen deutschen Großreedereien, innerhalb einzelner Baureihe Einzelschiffe mit alternativen Antriebskonzepten auszustatten.

Sie bestellte erst relativ spät eine Serie von vier Motorschiffen bei verschiedenen Werften. Alle Schiffe hatten zwei einfach-wirkende Viertakt-Dieselmotoren und weitgehend identische Rümpfe. Das Typschiff Schwarzenfels von den Deutschen Werken in Kiel, die von Tecklenborg gelieferte Weissenfels sowie die Neuenfels von der AG Weser hatten einen Doppelschrauben-Antrieb, während die etwas abweichenden Motoren der auf der Hamburger Vulkanwerft gebauten Altenfels auf ein hydro-mechanisches Getriebe und eine Schraube wirkten. Die vier Schiffe wurden innerhalb von zwei Monaten 1925 abgenommen und bewährte sich.

Im Geschäftsbericht 1926 berichtete die DDG „Hansa“:
„Nachdem die uns im vorigen Jahr gelieferten Motorschiffe gute Resultate zeigten, haben wir in diesem Jahr zwei weitere Motorschiffe, à 11000 Tonnen Tragfähigkeit, bei der Actien-Gesellschaft „Weser“ in Auftrag gegeben“

Die Rotenfels war das zweite Schiff dieser Nachbestellung und war mit dem Schwesterschiff Braunfels nahezu identisch. Das Schiff hatte eine Länge von 148,8 m über alles und mit 143,8 m Länge zwischen den Loten in diesem Mass 1,5 m länger als die Schiffe der Ursprungsbestellung. Sie war 18,4 m breit und hatte einen Tiefgang von 8,33 m. Die Rotenfels war mit 7851 BRT vermessen und besaß eine Tragfähigkeit von 11.040 tdw. Neben einer etwas geringeren Raumtiefe und Seitenhöhe war der Hauptunterschied der beiden 1927 nachgelieferten Schiffe der einzelne 6-Zylinder-Dieselmotor von 4000 PSe, der auf einen Propeller wirkte und dem Schiff eine Geschwindigkeit von 12 kn gab. Es handelte sich um einen auf der Bauwerft gefertigten doppelt-wirkenden Zweitakt-Motor der Bauart MAN.
Obwohl sich die Motorschiffe bewährten, wurden die beiden folgenden Baureihen der Reederei wieder mit herkömmlichen Dampfmaschinen ausgestattet. Als nach der Weltwirtschaftskrise die Reederei im Rahmen des ersten Vierjahresplans des Dritten Reichs wieder Neubauten bestellte, wurden mit den Schiffen der Ehrenfels-Klasse für die Hauptlinien in dem Mittleren Osten und nach Indien Motorschiffe beschafft, aber für den Spanien-Portugal-Dienst auch Dampfschiffe wie die Rolandseck.

### Einsatzgeschichte
Die Schiffe der Schwarzenfels-Klasse dienten auf den Hauptlinien der DDG „Hansa“ nach Ostindien eingesetzt ohne besondere Höhepunkte. Bekanntestes Schiff der Klasse wurde die Schwarzenfels, die von der Reederei 1934 an die Deutsche Lufthansa verkauft wurde. Umbenannt in Schwabenland erlangte dieses Schiff große Bekanntheit als Flugstützpunkt und Katapultschiff für den Luftpostdienst nach Südamerika und die Beteiligung an den Demonstrationsflügen nach Nordamerika in den Jahren 1936, 1937 und 1938. Dazu wurde mit dem Schiff im Winter 1938/39 die Deutsche Antarktis Expedition durchgeführt.
Die Rotenfels versah mit ihren verbliebenen Schwesterschiffen den weit weniger spektakulären Liniendienst. Am 25. August 1939 ausreisend Kap Finisterre passiert und nach Empfang der Warnnachricht QWA 7 (Kriegsgefahr, von planmäßigen Routen abweichen) dichter unter Land die Reise fortgesetzt. Nach Erhalt der Warnnachricht QWA 8 (Schiff tarnen, Rückfahrt antreten, nicht durch den Kanal laufen) den 80 Seemeilen südlich liegenden spanischen Hafen Vigo angelaufen. Am 27. August 1939 nach Erhalt der Warnnachricht QWA 9 (in vier tagen einen deutschen Hafen; bei Unmöglichkeit einen neutralen Hafen anlaufen) aus Vigo unverzüglich und mit Kurs auf den Englischen Kanal ausgelaufen. Am 29. wurde die Ile d' Quessant / Frankreich in acht Seemeilen Abstand passiert. Am 30. wurde Dover/Großbritannien passiert.
Am 31. August 1939, ein Tag vor dem Beginn des Zweiten Weltkrieges, in Bremerhaven eingelaufen. Während der Kapitän die Warnnachricht QWA 9 als Aufforderung verstand, doch noch direkt durch den Kanal in die Heimat zurückzukehren, brachen andere den Durchbruch in die Heimat ab und liefen einen neutralen Hafen an. Dies wurde allerdings mit der folgenden Meldung QWA 10 widerrufen, der allen Schiffen die Rückfahrt in die Heimat erlaubte.

### Kriegsdienst
Von den älteren Motorschiffen der DDG Hansa verblieben Weissenfels im iranischen Bandar Schahpur und Braunfels im portugiesischen Mormugoa. wo sie schließlich ohne weiter Verwendung durch Selbstversenkung endeten. Neben der Rotenfels waren auch die Altenfels und Neuenfels in der Heimat; letztere ging allerdings schon im April 1940 als Erztransporter in Narvik verloren. Auch die Altenfels wurde als Transporter für Massengüter eingesetzt, bis sie 1943 durch einen Angriff norwegischer Schnellboote verloren ging.

Die Rotenfels wurde am 16. August 1940 zur Kriegsmarine des Deutschen Reichs eingezogen und als Transporter A 21 in Antwerpen für das Unternehmen "Seelöwe" vorgesehen.
Am 18. Juni 1941 transportierte sie Truppen von Stettin nach Oslo im Rahmen der Operation "Blaufuchs" (Angriff deutscher Truppen aus Nordnorwegen Richtung Murmansk) zusammen mit der Bochum (6121 BRT, 1922) und der Mar del Plata (ex belg. 1938, 7380 BRT). Die Wolfgang L.M. Russ diente als Sicherungsschiff der drei Transporter.
19. August 1941 Teil des Barentssee-Geleitzug West zudem noch die Donau des NDL, Sivas der DLL (1928, 3831 BRT), die Barmbeck von Knöhr & Burchard (1929, 2446 BRT) und das Motorschiff Stamsund (ex norw. 1939, 864 BRT) gehörten. Gesichert wurde der Geleitzug durch die Zerstörer Hermann Schoemann und Karl Galster, das Artillerieschulschiff Bremse und das Vorpostenboot VP 6113 Gote, einen ehemaligen Trawler der Royal Navy. Ein Angriff des sowjetischen U-Boots D-3 blieb unbemerkt.
Am 6. Januar 1942 wurde die als Truppentransporter eingesetzte Rotenfels an die DDG „Hansa“ zurückgegeben. In der Folgezeit wurde sie für verschiedene Reisen in der Ostsee und entlang der norwegischen Küste genutzt, um Versorgungsgüter für die deutschen Truppen zu transportieren.
So war das Schiff im Januar/Februar 1943 in erneut in Kirkenes und verteilte im Frühjahr 1944 eine Ladung Kohlen aus Deutschland auf verschiedene deutsche Stützpunkte an der norwegischen Küste.

### Nachkriegseinsätze
Nach Ende des Zweiten Weltkrieges am 8. Mai 1945 lag das Schiff leicht beschädigt in Oslo. Am 11. Juli 1945 begann das Schiff mit sieben Reisen von Norwegen nach Deutschland, um die deutschen Truppen zurückzuführen. Ab dem 28. Dezember 1945 machte das Schiff auch noch drei Reisen von Deutschland nach Polen, um polnische Staatsbürger zurückzuführen. Am 2. Oktober 1946 wurde es dann in Immingham an Großbritannien ausgeliefert.
Im Dezember 1947 kaufte die „Alcyone Shipping Finance Company“ in London das Schiff, das dann einen neuen 9-Zylinder einfachwirkenden Zweitakt-Dieselmotor der Firma Gebr. Sulzer in Winterthur von 4.500 PSe erhielt und als Alcyone Hope wieder in Fahrt kam. Im Jahr 1951 änderte sich der Eigner in „Alcyone Shipping Company“.

Im Jahr 1954 kaufte die „Sterling Shipping Company“ in Nassau (Bahamas) das Schiff und benannte es in Sterling Valour um. Unter diesem Namen lief das ehemals deutsche Schiff auch Hamburg an. Noch in 1954 wurde es allerdings an die „Pioneer Shipping Company“ in Hongkong weiterverkauft und in Pioneer Merchant umbenannt. Im Jahr 1956 kam das Schiff dann zur „New Providence Shipping Company“ in Hongkong, die es unter anderem auch nach Hamburg einsetzte.

Im Jahr 1962 wechselte das Schiff erneut den Eigner, als die „Barclays Shipping Company“ in Panama es erwarb und in Segamat umbenannte. Am 14. November 1966 wurde die ehemalige Rotenfels nach 39 Dienstjahren dann an die „Chin Ho Fa Steel & Iron Company“ in Kaohsiung auf Taiwan zum Abbruch verkauft.

### Die Motorschiffe derSchwarzenfels-Klasse
| Name              | Bauwerft                       | BRT tdw     | Stapellauf in Dienst  | weiteres Schicksal |
| ----------------- | ------------------------------ | ----------- | --------------------- | --- |
| Schwarzenfels (3) | Deutsche Werke Kiel BauNr. 180 | 7861 11.714 | 14.03.1925 16.07.1925 | zwei Motoren auf zwei Schrauben, 28. Februar 1934 Verkauf an Deutsche Lufthansa (Umbau zum Flugstützpunkt und Katapultschiff), 25. Juli 1934 in Dienst, Winter 1938/39 Deutsche Antarktis Expedition, Oktober 1939 zur Luftwaffe, 24. März 1944 torpediert und schwer beschädigt auf Grund, Behelfsreparatur, 31. Dezember 1946 mit Gasmunitionsladung auf britischen Befehl im Skagerrak versenkt |
| Weissenfels (3)   | Tecklenborg BauNr. 400         | 7861 11.633 | 10.03.1925 19.08.1925 | zwei Motoren auf zwei Schrauben, 1939 Zuflucht in Bandar Schahpur im Iran, dort bei britischer Besetzung des Hafens am 25. August 1941 von der eigenen Besatzung erfolgreich versenkt; |
| Neuenfels (2)     | AG Weser BauNr. 393            | 8115 11.714 | 9.04.1925 26.08.1925  | zwei Motoren auf zwei Schrauben, am 10. April 1940 in Narvik mit Ladung Eisenerz von der deutschen Besetzung überrascht und beim Angriff britischer Zerstörer torpediert und versenkt. zwei Tote; |
| Altenfels (2)     | Vulkan Hamburg BauNr. 684      | 8132 11.988 | 6.05.1925 8.09.1925   | zwei Motoren auf Getriebe / eine Schraube, am 5. Juni 1943 auf einer Reise von Narvik nach Deutschland mit Ladung Eisenerz südlich Bergen von zwei norwegischen Motortorpedobooten angegriffen und versenkt, 34 Tote; |
| Braunfels (3)     | AG Weser BauNr. 860            | 7844 11.040 | 3.01.1927 29.03.1927  | ein Motor auf Getriebe / eine Schraube, 1939 Zuflucht in Mormugoa, dort am 9. März 1943 nach Kommando-Angriff der Briten auf die dort auch liegende Ehrenfels selbst versenkt |
| Rotenfels (2)     | AG Weser BauNr. 861            | 7851 11.040 | 03.1927 13.05.1927    | ein Motor auf Getriebe / eine Schraube, gelingt 1939 unmittelbar vor Kriegsausbruch noch die Heimreise durch den Kanal, am Ende des Weltkriegs leicht beschädigt in Oslo, Repatriierungsfahrten, Oktober 1946 an Großbritannien, unter verschiedenen Namen und Flaggen weiter im Dienst, ab Ende 1966 abgebrochen                                                                                  |